# Dresden (Kansas)
Dresden és una població dels Estats Units a l'estat de Kansas. Segons el cens del 2000 tenia 51 habitants.

## Demografia
Segons el cens del 2000, Dresden tenia 51 habitants, 23 habitatges, i 16 famílies. La densitat de població era de 20,9 habitants/km².
Dels 23 habitatges en un 17,4% hi vivien nens de menys de 18 anys, en un 73,9% hi vivien parelles casades, en un 0% dones solteres, i en un 26,1% no eren unitats familiars. En el 26,1% dels habitatges hi vivien persones soles el 4,3% de les quals corresponia a persones de 65 anys o més que vivien soles. El nombre mitjà de persones vivint en cada habitatge era de 2,22 i el nombre mitjà de persones que vivien en cada família era de 2,65.
Per edats la població es repartia de la següent manera: un 19,6% tenia menys de 18 anys, un 2% entre 18 i 24, un 25,5% entre 25 i 44, un 23,5% de 45 a 60 i un 29,4% 65 anys o més.
L'edat mediana era de 50 anys. Per cada 100 dones de 18 o més anys hi havia 115,8 homes.
La renda mediana per habitatge era de 24.375 $ i la renda mediana per família de 31.500 $. Els homes tenien una renda mediana de 12.500 $ mentre que les dones 11.250 $. La renda per capita de la població era de 17.236 $. Cap de les famílies estaven per davall del llindar de pobresa.

## Poblacions més properes
El següent diagrama mostra les poblacions més properes.